# 忽滑谷こころ
忽滑谷 こころ（ぬかりや こころ、1998年2月13日 - ）は、日本テレビのアナウンサー。

## 略歴
神奈川県川崎市出身。  
聖心女子学院初等科・中等科・高等科、聖心女子大学文学部教育学科卒業。
2020年4月、日本テレビに入社。同期入社は石川みなみ、北脇太基、田辺大智。
同年7月20日、『ZIP!』、『スッキリ』で同期と共に初お披露目された。
2025年7月25日、結婚を報告した。結婚相手は、高校時代に知り合った男性。

## 人物・エピソード
- 資格：普通自動車免許[10]。日本語教員の資格[11]。
- 身長167 cm[4]。
- 趣味・特技は英語、ダンス、絵を描くこと[4]。オフの日は1日中、イラストを描いていることも多いという[12]。そして描いたイラストを自身のInstagramに載せることも多い[13]。幼馴染のももいろクローバーZの玉井詩織のコンサートグッズのイラストも作成している。TOEIC930点、英検準1級[14]。このように英語が話せることを活かして、トム・クルーズ、ブラッド・ピット、エディ・レッドメイン、ゼンデイア・マリー・ストーマー・コールマンに英語でインタビュー・取材をしたことがあった[12]。
- 信条・モットーは「After you」[4]。
- 一人っ子である。
- 大学時代はラクロス部に所属。週5日、午前6時30分から体を動かしていた[3]。
- ラクロス部時代は人一倍日に焼けた肌だったことから、「煮卵」とあだ名をつけられていたことがあった[注 1]。
- 実母もラクロス選手である[3]。
- 学生時代はテレビ朝日アスクに通い、AbemaTVとBS朝日の学生キャスターを務めていた[3]。
- 大学2年の時にゼミの研修旅行の企画でスリランカの田舎町にボランティアとして赴任し、現地の小学校で環境問題に関するワークショップを行った[3]。この時、日本から半日ほどで行けるスリランカという場所で、こんなにも違う生活をしている子どもたちがいるのかと衝撃を受け、なかなかそういう体験のできるチャンスがないような人たちに自分が見聞きしたことを新鮮に伝えていきたいと思ったことが、アナウンサーを志すようになったきっかけだったという[12]。
- 愛称は「ぬか」。

## 出演
太字番組は、現在出演中
- オードリーのNFL倶楽部（2020年9月18日 - 2021年1月）- 2020年シーズン担当
- Oha!4 NEWS LIVE - メインキャスター 
  - 月曜担当（2020年9月28日 - 2021年3月22日）
  - 火曜担当（2021年3月30日 - 9月28日、2022年10月4日 - 2023年9月26日）
  - 水曜担当（2021年10月6日 - 2022年9月28日、2023年10月4日 - 2024年9月25日）
  - 河出奈都美の代理（2023年3月10日）
  - 林田美学の代理（2023年8月2日）
- ZIP! - SHOWBIZ
  - 火・木曜担当（2020年9月29日 - 2021年3月25日）
  - 木・金曜担当（2021年4月1日 - 2022年9月30日）
  - 石川みなみの代理（2021年4月13日・14日・8月4日・9日・10日、2022年8月2日・3日、2024年2月6日）
- Going!Sports&News
  - 日曜アシスタント（2021年10月3日 - 2025年3月23日）
  - 市來玲奈の代理（2022年7月2日・9月17日・11月26日、2023年7月1日）
  - 山本里咲の代理（2024年7月20日・27日・8月3日）
- ヒルナンデス!（2021年11月25日）- 滝菜月の代理
- バゲット
  - 後藤晴菜の代理（2022年7月20日）
  - 隔週水曜レギュラー（2022年9月14日 - 2023年3月29日）
- 深層NEWS（2022年12月14日）- 郡司恭子の代理
- ズームイン!!サタデー（2023年3月18日）- 小髙茉緒（ニュースコーナー）の代理
- news every. - スポーツキャスター
  - 木・金曜担当（2023年4月6日 - 2024年9月27日）
  - 水〜金曜担当（2024年10月2日 - ）
- 月刊プロ野球!さまぁ〜ずスタジアム（BS日テレ、2023年6月10日） - 宮崎瑠依不在時の代理アシスタント
- ニュースサタデー（2025年4月5日 - ） - キャスター（隔週）
- シューイチ（2025年4月5日 - ） - 土曜「NNNシューイチサタデー」キャスター（隔週）
- スポーツ中継
  - 箱根駅伝
  - 2022年北京五輪
- 日テレNEWS24（不定期）

## 雑誌
- B.L.T. (東京ニュース通信社、2020年11月24日、1月号)

## その他
- 美学生図鑑（WEB、2018年）[3]